# Benacantil
El Benacantil es una elevación rocosa de 166 metros de altitud, colindante con el mar Mediterráneo, en la ciudad española de Alicante.
En su cima se sitúa el castillo de Santa Bárbara y en su ladera sur se asienta la población originaria de la ciudad. A principios del siglo XX se construyeron muros de contención, modificando pendientes y abriendo nuevos caminos, además de proceder a la plantación de arbolado. En 1930 se realizó la mayor repoblación forestal, con 21 000 pinos y, en medir medida, con chopos y eucaliptos, aunque las laderas del sur y poniente no fueron repobladas por ser las más escarpadas y de mayor aridez. Estas tareas, dirigidas por el ingeniero Francisco Mira Botella, transformaron el aspecto de un monte hasta entonces de escasa vegetación, convirtiendo las laderas del norte en un gran espacio verde.

## Etimología
El topónimo aparece como Banu-l-Qatil en la obra del geógrafo musulmán Al-Idrisi, en el siglo XII; pero es posible que se trate de un error de transcripción (el autor lo asociaría a los topónimos árabes del tipo "beni" tan abundantes en la península, y que significan "familia o linaje"), porque no tiene mucho sentido en árabe (sería "la familia del asesino"). Por comparación con otros topónimos de la Comunidad Valenciana, es más probable que derive de la palabra "benna", transcripción árabe de "pinna", que es "peña" en latín; a este primer elemento se le añadiría el adjetivo gentilicio "laqanti", que proviene de "Laqant", el nombre árabe de la ciudad. Por tanto, nos encontraríamos ante un topónimo medio-romance medio-árabe: "benna laqanti".

## Flora
En toda la montaña -principalmente en la umbría- están presentes las siguientes especies:
- Plantas barrilleras, como el salado negro, fueron cultivadas para su aprovechamiento y contribuyeron al desarrollo económico de la ciudad de Alicante.
- Otras plantas como la pitera y la chumbera. Hoy en día están consideradas plantas invasoras.
- Plantas endémicas como el poleo y el té de roca (Acinos alpinus).

## Fauna
- En la fauna del Benacantil cabe destacar la presencia de gran variedad de aves: mirlos, verdecillos, petirrojos. Pueden anidar en el monte gracias a la existencia de arbolado de gran porte, sobre todo en las vaguadas.
- También habitan en el monte gran cantidad de gatos domésticos asilvestrados.

## Monumentos

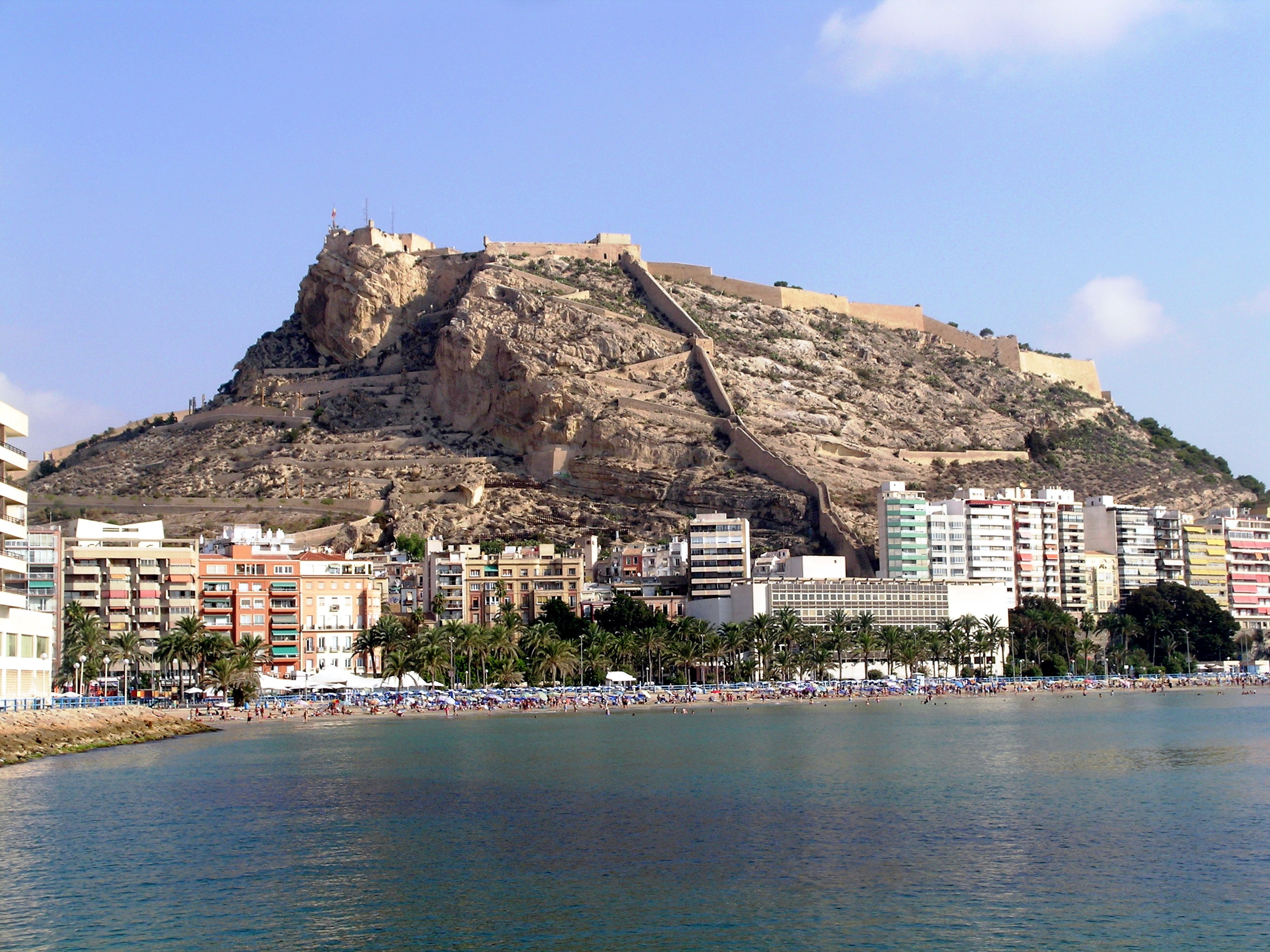
El Benacantil visto desde el mar mediterráneo

Sobre la montaña se asienta la fortaleza medieval de Alicante, el Castillo de Santa Bárbara, y en sus faldas está el parque de la Ereta, los barrios de Santa Cruz, San Roque, San Antón y el Raval Roig.
La avenida Jaime II, conocida como Prolongación de Alfonso el Sabio, bordea el monte y bajo él está el túnel del metro de Alicante. Su conservación y rehabilitación como zona verde de la ciudad son motivo de múltiples controversias en la política local, así, el disparo todos los años desde su cumbre
de la palmera, fuego artificial que da paso a la cremá de las Hogueras de San Juan y sobre todo el proyecto de construcción del Palacio de Congresos, han sido objeto de polémicas y amplio debate.